# Laophonte confusa
Laophonte confusa är en kräftdjursart som beskrevs av Decho och Fleeger 1986. Laophonte confusa ingår i släktet Laophonte och familjen Laophontidae. Inga underarter finns listade i Catalogue of Life.